# Paul von Tella
Paul von Tella (syrisch ܦܘܠܘܣ ܕܬܠܐ; gest. nach 617) war ein syrisch-orthodoxer Bischof von Tella.
Er schuf um 615/617 eine syrische Übersetzung der Hexapla des Origenes. Diese Übersetzung ist heute noch von Bedeutung für die Textkritik der Bibel.